# 앵고개로
앵고개로(Aenggogae-ro)는 인천광역시 연수구 동춘동에서 남동구 논현동까지 이르는 인천광역시도로, 총 연장은 9.630 km이다.

## 유래
해당 도로는 앵고개라는 고개를 관통하는 도로임을 반영하여 제명되었다.

## 역사
- 2009년 7월 6일 : 도로명으로 앵고개로를 고시

## 주요 경유지
- 연수구
  - 동춘1동 - 동춘2동, 동춘3동
- 남동구
  - 고잔동 - 논현동

## 주요 교차 도로
- 아트센터대로 (직결)
- 아암대로 (국도 제77호선. 국가지원지방도 제84호선, 국가지원지방도 제98호선)
- 능허대로
- 청량로
- 먼우금로
- 원인재로
- 경원대로
- 승기천로
- 남동서로
- 남동대로
- 남동동로
- 호구포로
- 논현고잔로
- 논고개로
- 소래역남로
- 장도로
- 포구로
- 소래로 (국도 제77호선, 국가지원지방도 제84호선, 국가지원지방도 제98호선)

## 주요 건물 및 시설
- 인천장애인종합복지관 (앵고개로 130/동춘동 778-1)
- 청소년수련관 (앵고개로 132/동춘동 778-4)
- 인천상이군경복지관 (앵고개로 148/동춘동 778-5)
- 남동부수도사업소, 인천여성의 광장 (앵고개로 183/동춘동 920)
- 동춘초등학교 (앵고개로 224/동춘동 938-1)
- 연수구 청소년 진로지원센터 (앵고개로 235/동춘동 921-2)
- 인천공단소방서 동춘119안전센터 (앵고개로 241/동춘동 924-2)
- 제일빌딩 (앵고개로 242/동춘동 937)
- 로얄빌딩 (앵고개로 248/동춘동 936)
- 연수메디칼빌딩 (앵고개로 250/동춘동 936-1)
- 우리산부인과빌딩 (앵고개로 254/동춘동 936-3)
- 웅지프라자 (앵고개로 256/동춘동 936-5)
- 맘모스빌딩 (앵고개로 260/동춘동 936-6)
- 동경프라자 (앵고개로 262/동춘동 936-8)
- 한양2차아파트 (앵고개로 266/동춘동 962)
- 광덕에이앤티 (앵고개로 368/고잔동 683-17)
- 영화물산 (앵고개로 373/고잔동 682-19)
- 주식회사 비씨엠케이 (앵고개로 374/고잔동 683-1)
- 화랑시스템 (앵고개로 388/고잔동 687-2)
- 대성정공 (앵고개로 391/고잔동 682-14)
- 하이스틸 (앵고개로 396/고잔동 687-7)
- 코스모코스 (앵고개로 404/고잔동 687-14)
- 경인케미칼 (앵고개로 422/고잔동 690-1)
- 서울사료 (앵고개로 425/고잔동 678-1)
- 천일식품제조 (앵고개로 426/고잔동 690-2)
- 다이후쿠코리아 (앵고개로 431/고잔동 678-11)
- 삼성금속 (앵고개로 445/고잔동 678-9)
- 한일철강 (앵고개로 453/고잔동 673-4)
- SK공단2주유소 (앵고개로 463/고잔동 673-10)
- 음식물류폐기물 사료화시설 (앵고개로 488/고잔동 714-13)
- 이엔 (앵고개로 512/고잔동 720-5)
- 지트시스템 (앵고개로 523/고잔동 666-17)
- 세인금속 (앵고개로 527/고잔동 666-18)
- 창원 (앵고개로 536/고잔동 721-2)
- 효성디엔피공장 (앵고개로 568/고잔동 723-1)
- 영림산업 (앵고개로 584/고잔동 738)
- 아성강업 (앵고개로 585/고잔동 660-6)
- 그린텍 (앵고개로 594/고잔동 738-18)
- 삼우중공업 (앵고개로 600/고잔동 738-1)
- PDS 프린테크디자인스튜디오 (앵고개로 603/고잔동 658-3)
- 한영기업 (앵고개로 609/고잔동 658-9)
- 한온 (앵고개로 610/고잔동 738-11)
- 영림임업 (앵고개로 630/고잔동 739)
- 태흥철강 (앵고개로 645/고잔동 657-11)
- 석준빌딩 (앵고개로 712/고잔동 349-2)
- 늘손길 근린공원 2호 (앵고개로 766/논현동 762-3)
- 늘손길 근린공원 3호 (앵고개로 771/논현동 738-8)
- 소래논현생활폐기물집하시설 (앵고개로 777/논현동 738-7)
- 늘손길 근린공원 4호 (앵고개로 783/논현동 738-8)
- 드림교회 (앵고개로 787/논현동 738-6)
- 소래도서관 (앵고개로 793/논현동 739-4)
- 인천논현경찰서 논현지구대 (앵고개로 797/논현동 739-2)
- 소래빌라 (앵고개로 959/논현동 110-2)
- 연세의원 (앵고개로 963/논현동 109-147)